# The Bamboo Blonde
The Bamboo Blonde is een Amerikaanse oorlogsfilm uit 1946 onder regie van Anthony Mann.

## Verhaal
De Amerikaanse gevechtspiloot Patrick Ransom maakt tijdens de oorlog kennis met de zangeres Louise Anderson in een nachtclub in New York. De volgende dag vertrekt hij op missie in het Stille Zuidzeegebied. Hij laat een afbeelding van Louise schilderen op zijn bommenwerper. Wanneer hij en zijn bemanning een Japans oorlogsschip tot zinken brengen, wordt hij beroemd. Hij is van plan om bij zijn terugkeer zijn verloofde te verlaten en te trouwen met Louise.

## Rolverdeling
| Acteur           | Personage          |
| ---------------- | ------------------ |
| Frances Langford | Louise Anderson    |
| Ralph Edwards    | Eddie Clark        |
| Russell Wade     | Patrick Ransom jr. |
| Iris Adrian      | Montana Jones      |
| Richard Martin   | Jim Wilson         |
| Jane Greer       | Eileen Sawyer      |
| Glen Vernon      | Shorty Parker      |
| Paul Harvey      | Patrick Ransom sr. |
| Regina Wallace   | Mevrouw Ransom     |
| Jean Brooks      | Marsha             |
| Dorothy Vaughan  | Moeder             |